# NGC 554
NGC 554 è una coppia di galassie lenticolari relativamente allungata, situata nella costellazione della Balena, a una distanza di circa 457 milioni di anni luce dalla nostra Via Lattea.
La coppia di galassie è costituita da PGC 5412, una galassia classificata di tipo S0, e da PGC 5413, classificata di tipo SB0. Anche nelle immagini più recenti, le due galassie appaiono estremamente ravvicinate e sembrano formare un unico oggetto celeste. Con i mezzi disponibili all'epoca della scoperta, non era possibile riuscire a distinguerle.
Non è chiaro se le due galassie siano realmente interagenti.

## Scoperta
NGC 554 è stata scoperta nel 1886 dall'astronomo statunitense Frank Muller.